# 北陸工業地域
北陸工業地域（日语：／ Hokuriku kōgyō chiiki），是日本的工業地域之一，指的是以北陸地方（新潟縣、富山縣、石川縣、福井縣）日本海沿岸地域為中心的工業地域。冬天休耕期間的剩余勞動力、豐富的工業用水和水力發電提供的豐沛電力為工業發展提供了條件。主要產業為纖維、肥料、藥品等化學工業。新潟縣的新潟市、三條市，富山縣的富山市、高岡市機械工業發達。新潟地区與富山、高岡地区被指定為新產業都市。